# Aiglepierre
Aiglepierre é uma comuna francesa na região administrativa de Borgonha-Franco-Condado, no departamento de Jura. Estende-se por uma área de 6,97 km². Em 2010 a comuna tinha 461 habitantes (densidade: 66,1 hab./km²).